# Varzay
Varzay és un municipi francès situat al departament del Charente Marítim i a la regió de la Nova Aquitània. L'any 2007 tenia 731 habitants.

## Demografia

### Població
El 2007 la població de fet de Varzay era de 731 persones. Hi havia 297 famílies de les quals 65 eren unipersonals (24 homes vivint sols i 41 dones vivint soles), 130 parelles sense fills, 90 parelles amb fills i 12 famílies monoparentals amb fills.
La població ha evolucionat segons el següent gràfic:
Habitants censats

### Habitatges
El 2007 hi havia 351 habitatges, 299 eren l'habitatge principal de la família, 28 eren segones residències i 24 estaven desocupats. 346 eren cases i 2 eren apartaments. Dels 299 habitatges principals, 257 estaven ocupats pels seus propietaris, 36 estaven llogats i ocupats pels llogaters i 7 estaven cedits a títol gratuït; 3 tenien una cambra, 11 en tenien dues, 33 en tenien tres, 105 en tenien quatre i 148 en tenien cinc o més. 265 habitatges disposaven pel capbaix d'una plaça de pàrquing. A 143 habitatges hi havia un automòbil i a 143 n'hi havia dos o més.

### Piràmide de població
La piràmide de població per edats i sexe el 2009 era:
| Homes | Edats   | Dones |
| ----- | ------- | ----- |
| 0     | 95 o +  | 0     |
| 4     | 90 a 94 | 0     |
| 0     | 85 a 89 | 12    |
| 4     | 80 a 84 | 4     |
| 12    | 75 a 79 | 8     |
| 16    | 70 a 74 | 16    |
| 28    | 65 a 69 | 28    |
| 12    | 60 a 64 | 16    |
| 8     | 55 a 59 | 8     |
| 32    | 50 a 54 | 28    |
| 16    | 45 a 49 | 32    |
| 32    | 40 a 44 | 28    |
| 32    | 35 a 39 | 16    |
| 44    | 30 a 34 | 32    |
| 8     | 25 a 29 | 20    |
| 32    | 20 a 24 | 16    |
| 12    | 15 a 19 | 24    |
| 8     | 10 a 14 | 16    |
| 24    | 5 a 9   | 32    |
| 16    | 0 a 4   | 12    |

## Economia
El 2007 la població en edat de treballar era de 464 persones, 340 eren actives i 124 eren inactives. De les 340 persones actives 310 estaven ocupades (166 homes i 144 dones) i 30 estaven aturades (9 homes i 21 dones). De les 124 persones inactives 52 estaven jubilades, 38 estaven estudiant i 34 estaven classificades com a «altres inactius».

### Ingressos
El 2009 a Varzay hi havia 323 unitats fiscals que integraven 791,5 persones, la mediana anual d'ingressos fiscals per persona era de 16.526 €.

### Activitats econòmiques
Dels 31 establiments que hi havia el 2007, 2 eren d'empreses alimentàries, 1 d'una empresa de fabricació d'altres productes industrials, 8 d'empreses de construcció, 8 d'empreses de comerç i reparació d'automòbils, 1 d'una empresa d'informació i comunicació, 1 d'una empresa financera, 2 d'empreses immobiliàries i 8 d'empreses de serveis.
Dels 7 establiments de servei als particulars que hi havia el 2009, 1 era un paleta, 2 guixaires pintors, 2 fusteries, 1 lampisteria i 1 electricista.
L'únic establiment comercial que hi havia el 2009 era una fleca.
L'any 2000 a Varzay hi havia 21 explotacions agrícoles que ocupaven un total de 930 hectàrees.

## Equipaments sanitaris i escolars
El 2009 hi havia una escola maternal integrada dins d'un grup escolar amb les comunes properes formant una escola dispersa.

## Poblacions més properes
El següent diagrama mostra les poblacions més properes.